# Палац Ніаваран

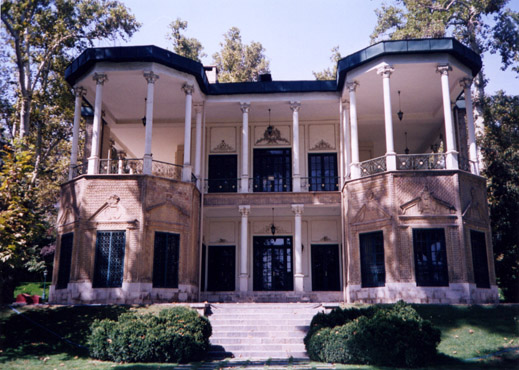
Павільйон Ахмад-шаха

Палац Ніаваран — палац в Тегерані, музей.

## Історія
Ніаваран почав будуватися при останніх Каджарах і добудовувався при шахах Пехлеві. У 2000 цей комплекс виділений з  палацу Саадабад, і зараз включає п'ять будівель: власне палац Ніаваран, павільйон Ахмад-шаха, палац Сахібкараніє, музей Джахан Нама і бібліотеку.
Головна будівля палацу побудована в середині XX століття при  Мухаммеді Реза Пехлеві. Спочатку вона задумувалася як зал для офіційних гостей, однак згодом стала резиденцією шахської родини. Інтер'єр і дизайн виконані групою французьких архітекторів. На першому поверсі знаходиться головний зал, а також ряд бічних залів, їдальня, кінотеатр і вітальня. На верхньому поверсі знаходилися житлові кімнати сім'ї Пехлеві. Вони прикрашені коштовними картинами, килимами та подарунками з різних країн.
Двоповерховий павільйон Ахмад Шаха побудований в останні роки правління Каджарів і після реставрації використовувався шахами Пехлеві. У залах павільйону виставлені вироби зі срібла, бронзи, слонової кістки і дерева, сувеніри з різних країн, картини, медалі, а також дорогоцінні камені. На другому поверсі розташована тераса з 26 гіпсовими колонами.
Палац Сахібкараніє почав будуватися при  Насер ед-Дін Шах Каджарі в кінці XIX століття. Тоді були відбудовані зал приймання, зимове приміщення, кілька маленьких будівель і тераса. У 1906, в розпал  революції, в цьому палаці Мозафереддін-шах Каджар підписав першу іранську конституцію. При шахах Пехлеві павільйон був оновлений, в його дворі був викопаний басейн.
У 1976 частина палацу Сахібкараніє відведена під музей, де зібрані доісторичні та сучасні вироби з усього світу, включаючи доколумбову Америку, лурестанську бронзу та ранньохристиянські пам'ятники, а також роботи Пікассо, Ренуара та інших європейських живописців.

## Галерея

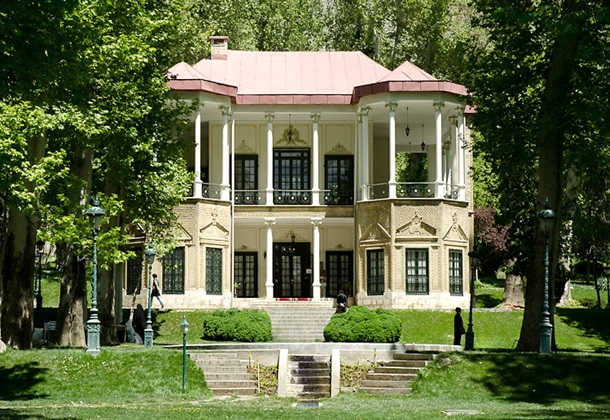
Павільйон Ахмад Шаха
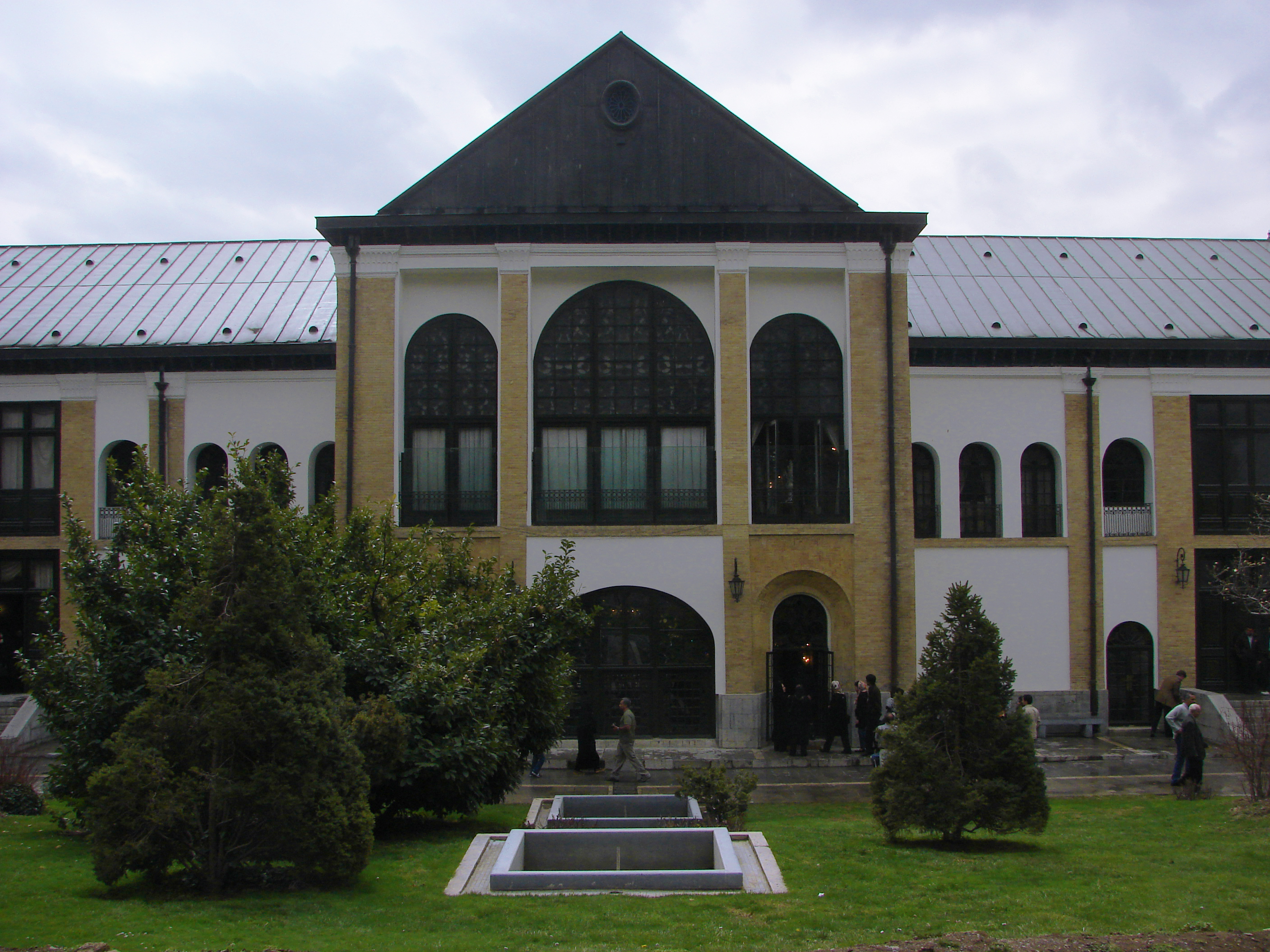
Сахеб Карані
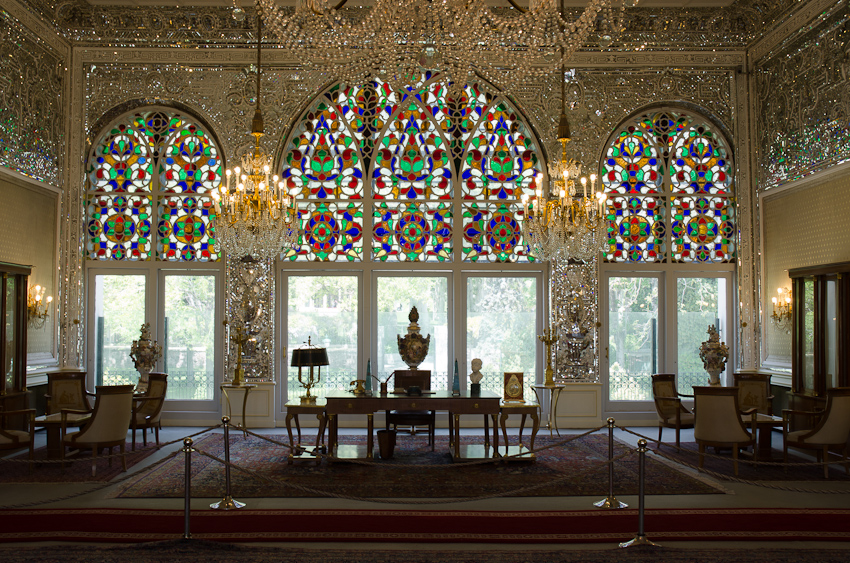
Королівський офіс шаха в Сахеб Карані
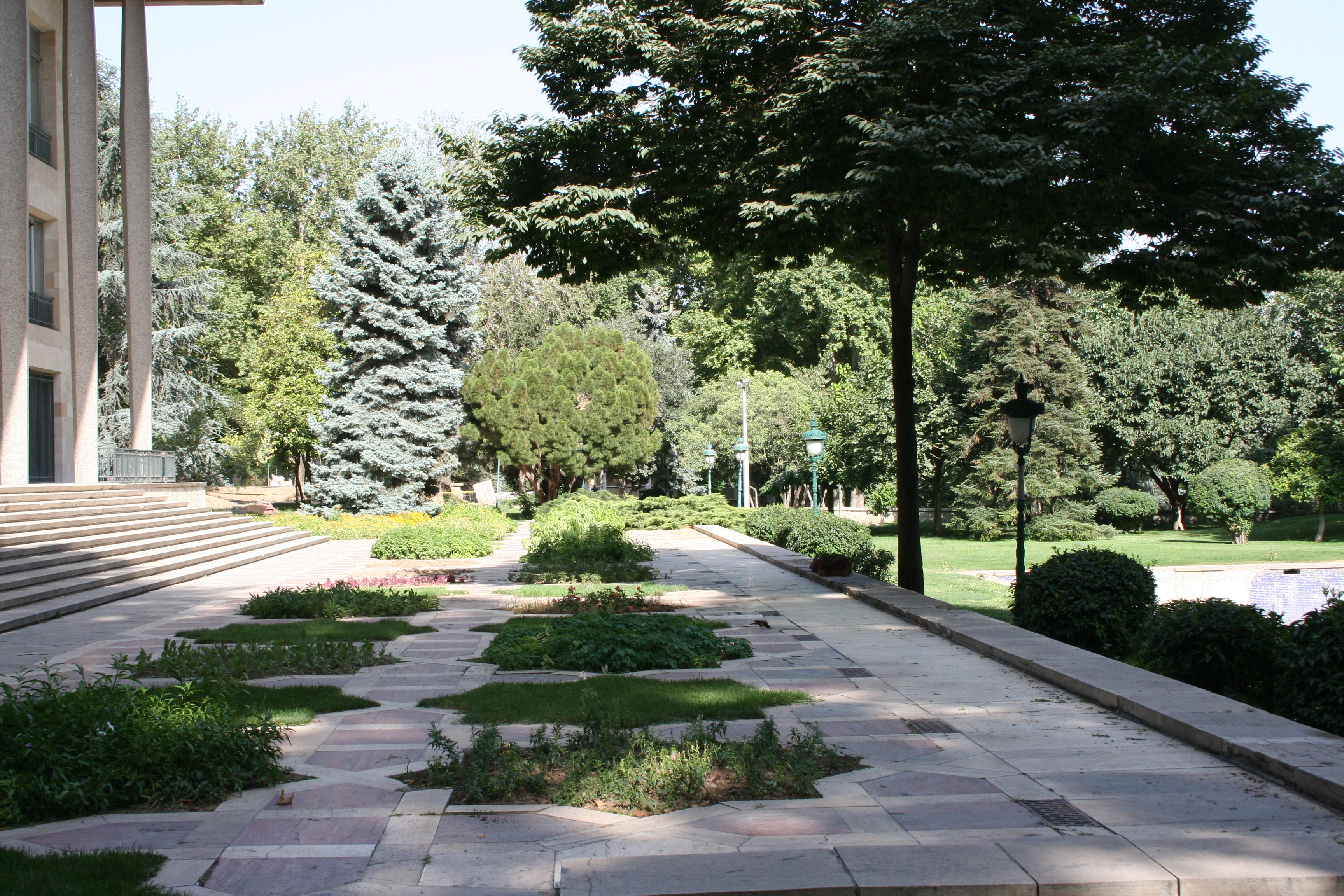
Площа перед особняком
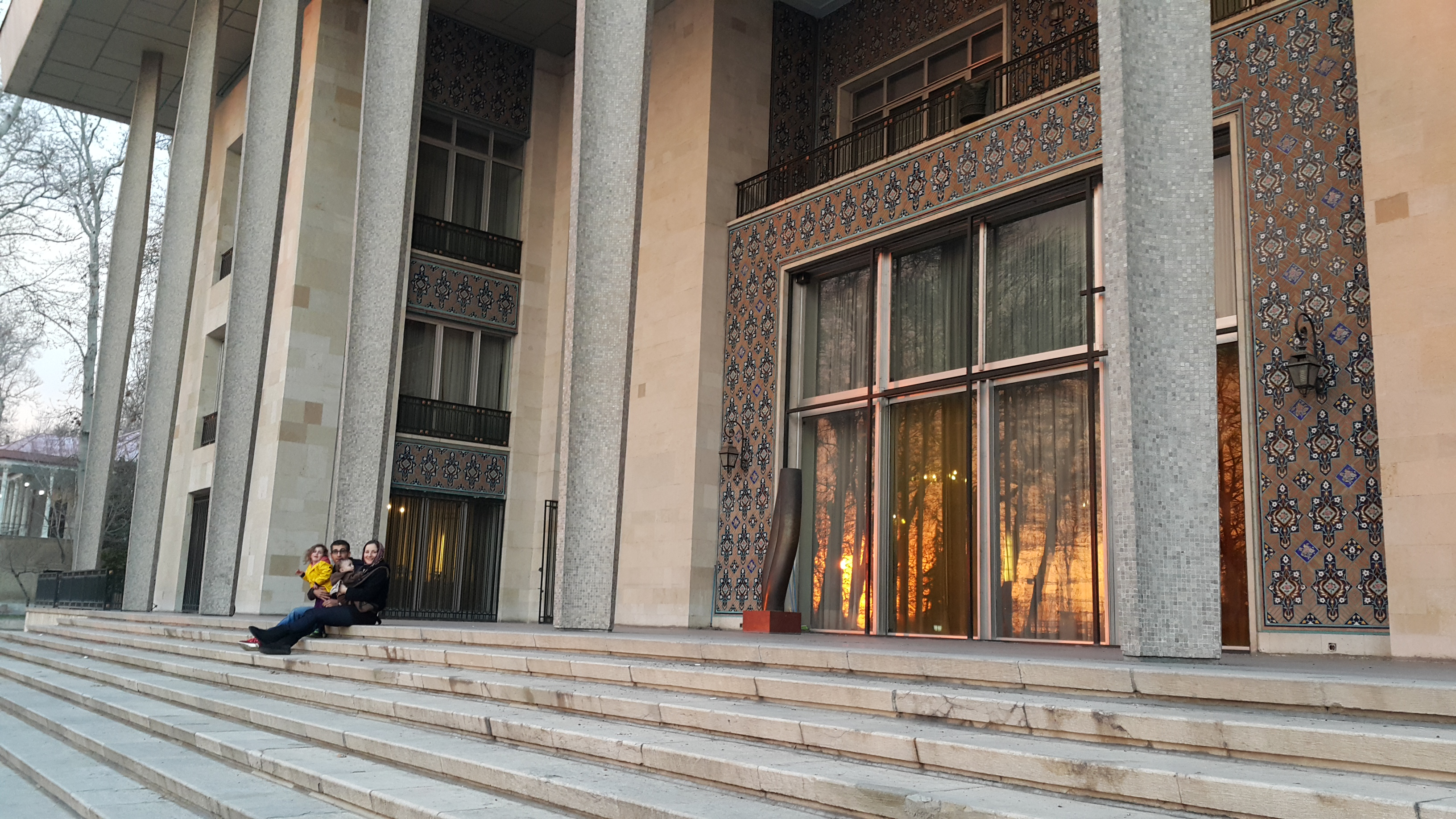
Ворота
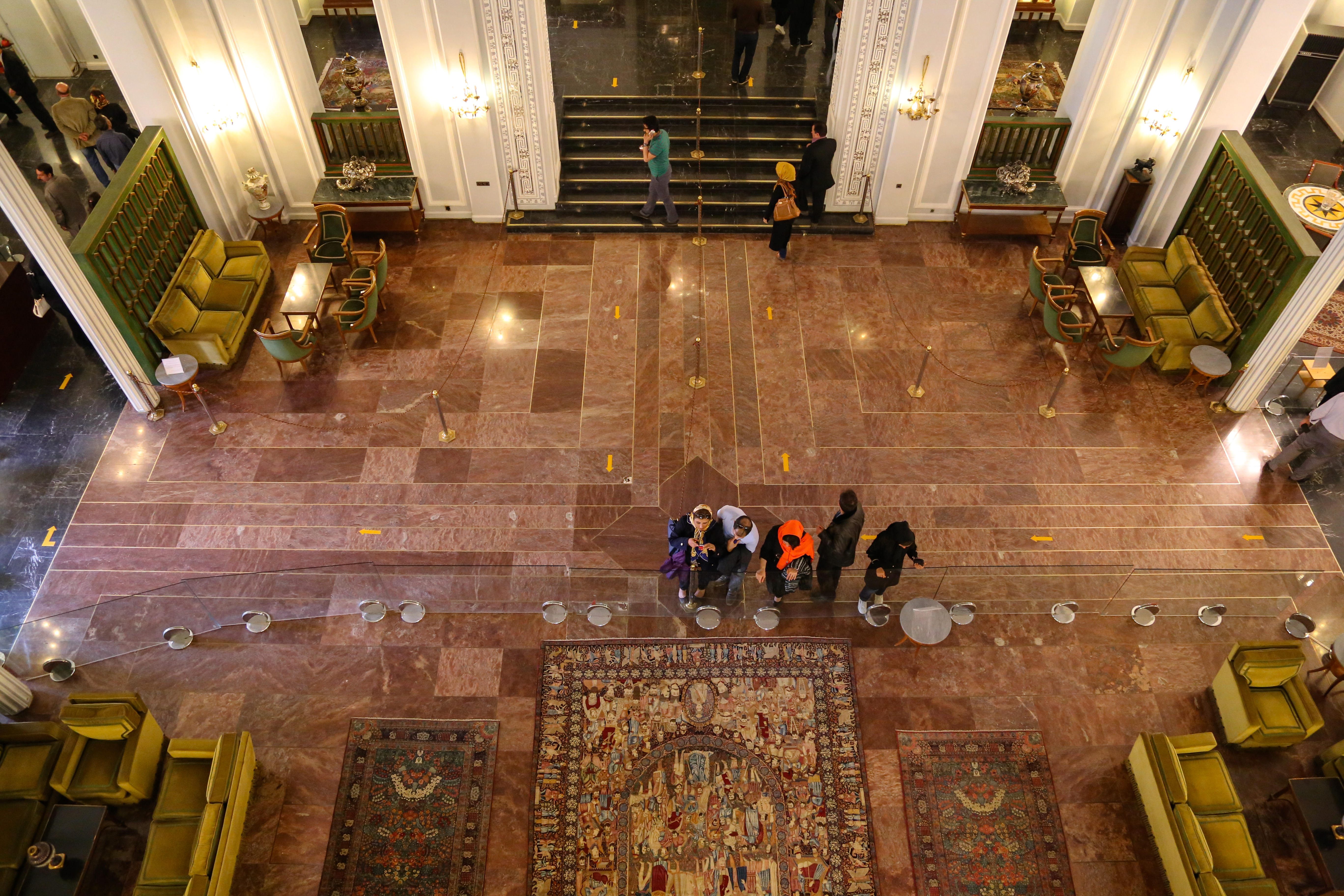
Усередині
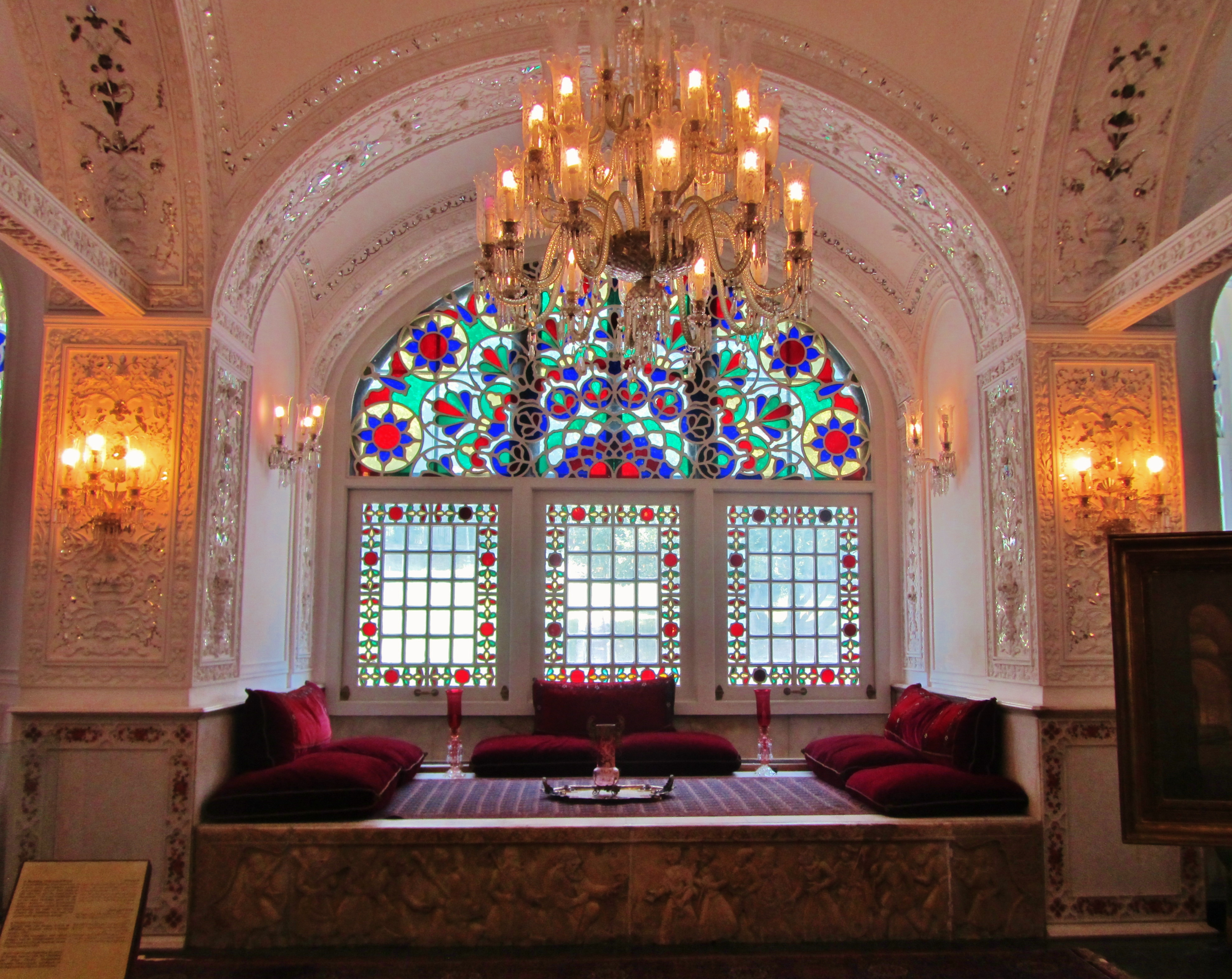
Усередині особняка Ніаваран
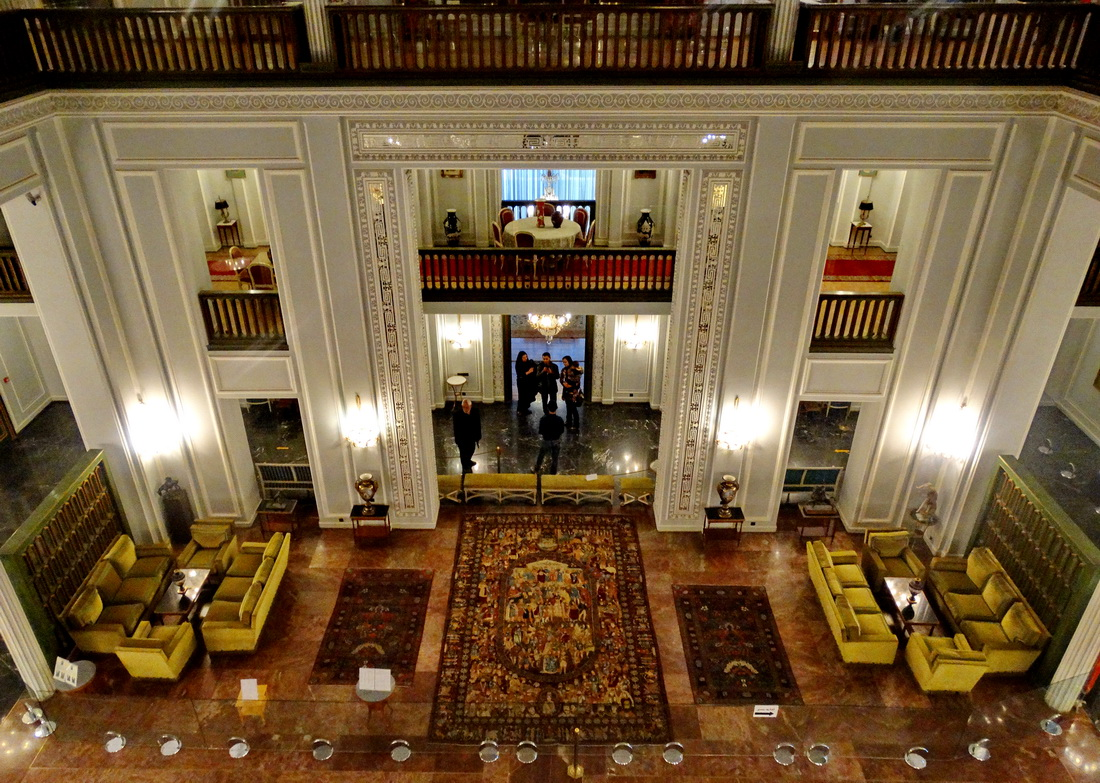
Усередині особняка Ніаваран
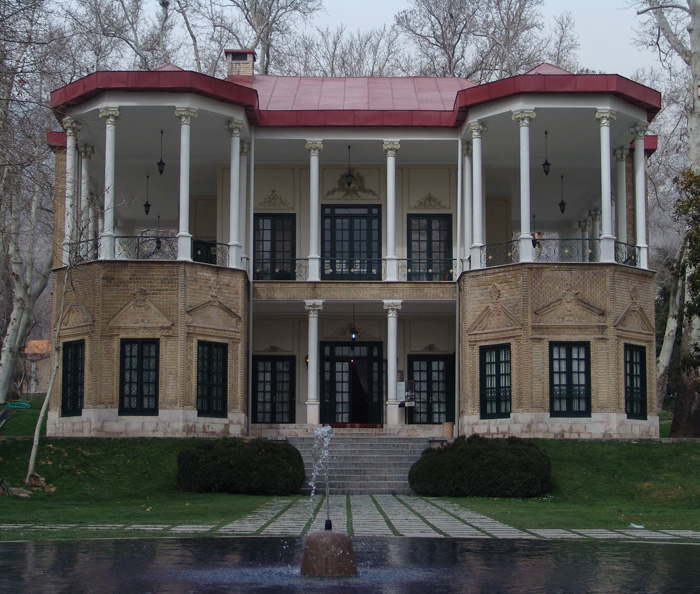
Павільйон Ахмад Шаха
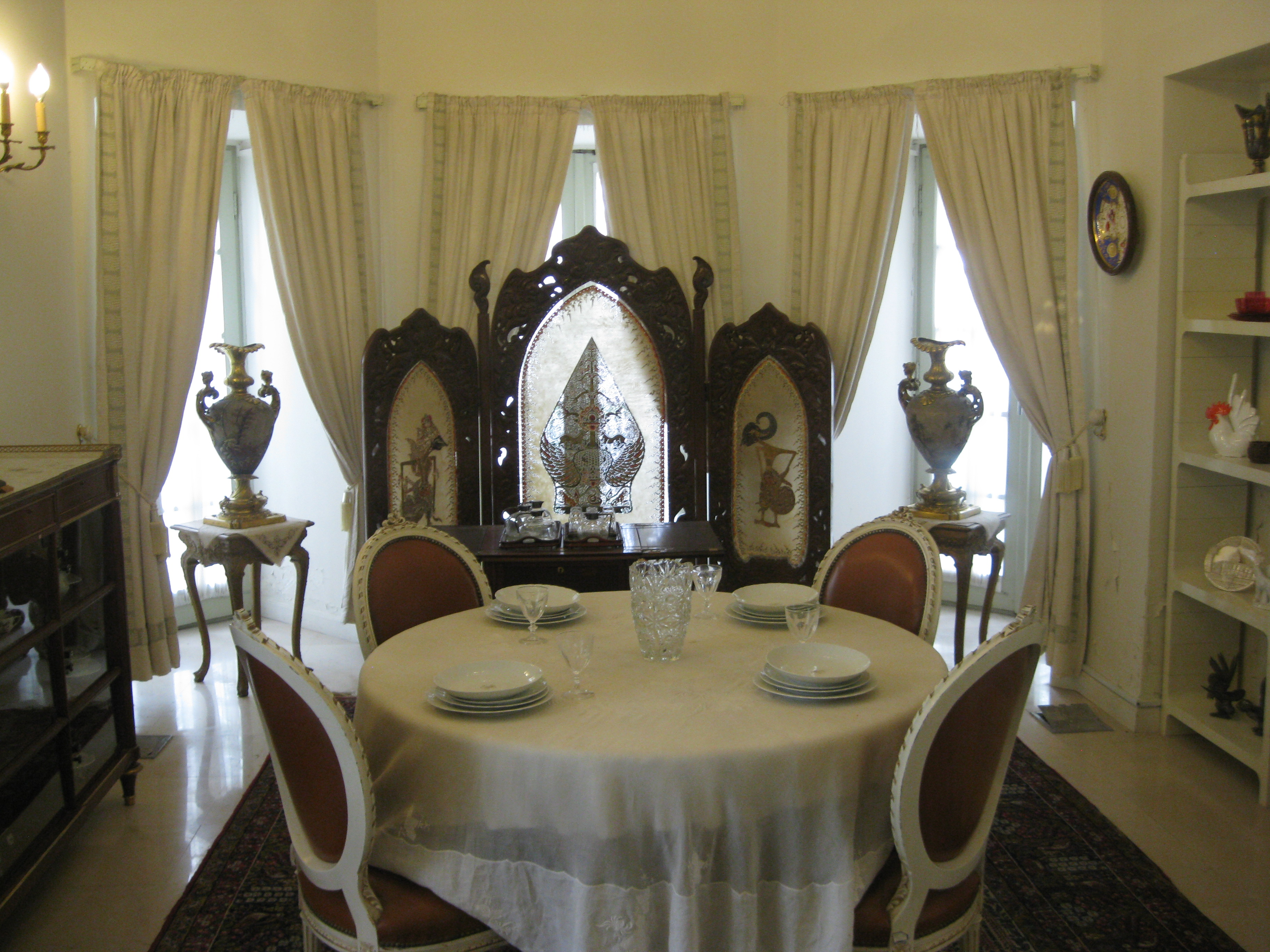
Усередині Павільйону Ахмад Шаха
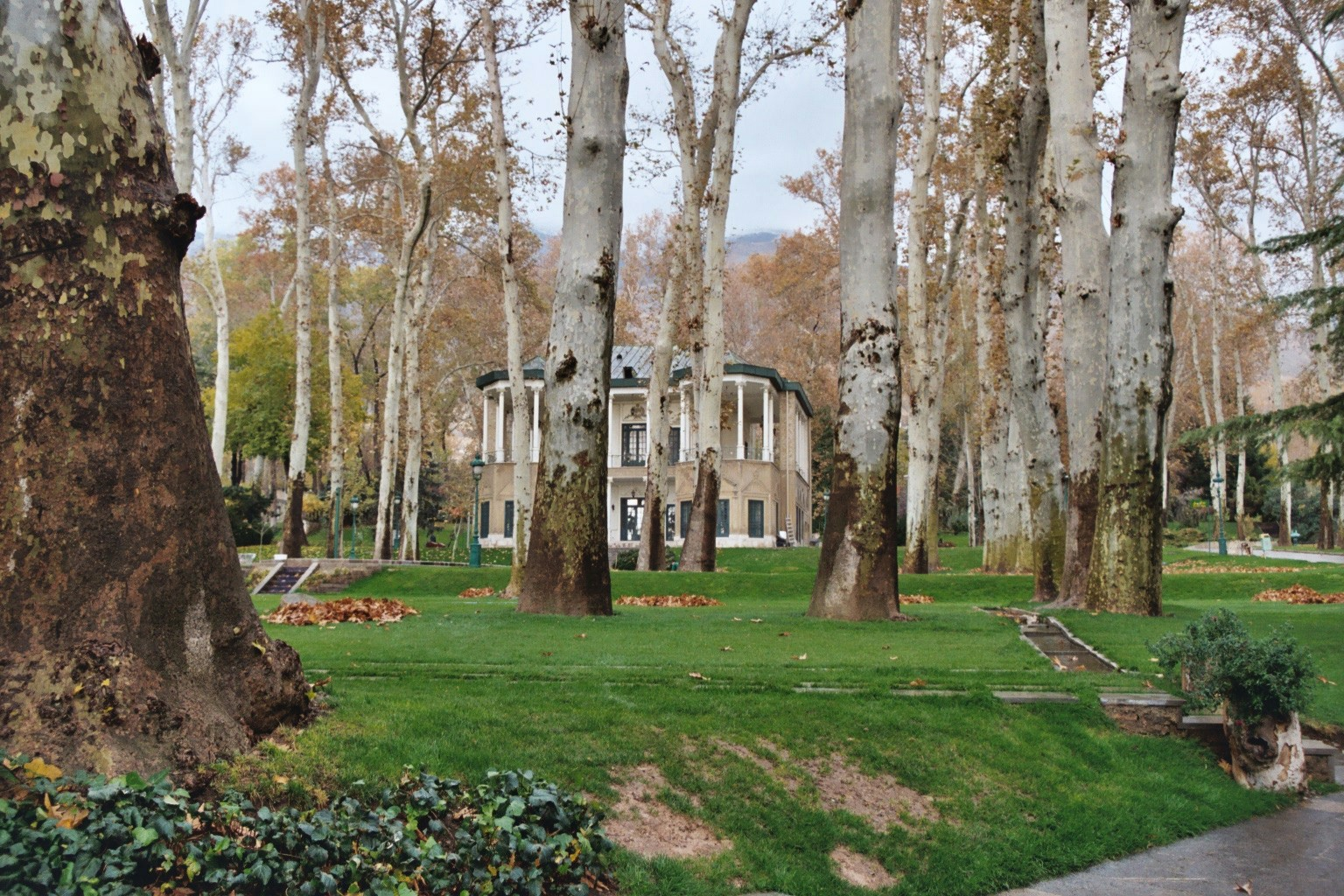
Площа перед павільйоном
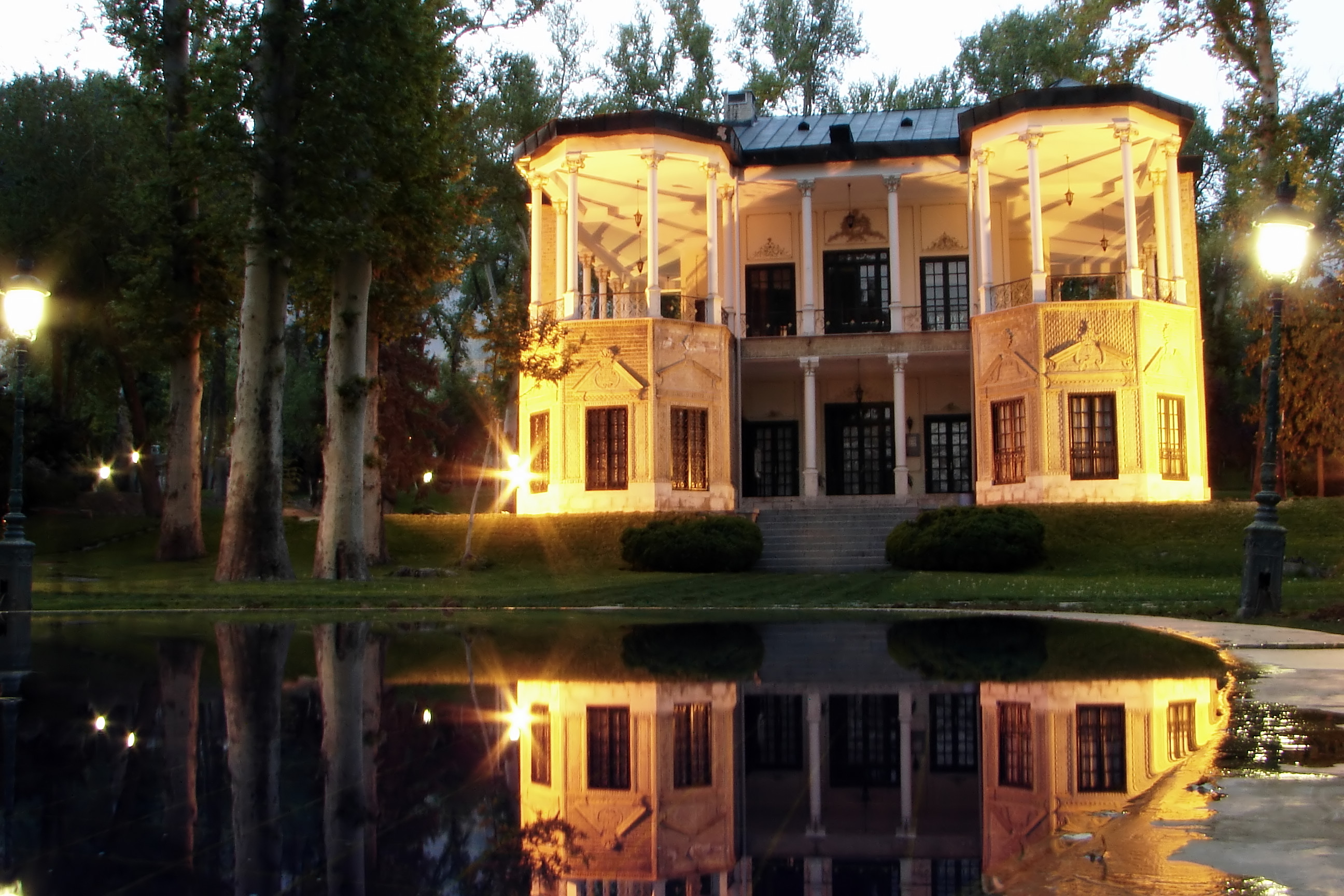
Павільйон Ахмад Шаха